# Isabelle a Franței, regină de Navara
Isabella a Franței (2 martie 1241 – 17 aprilie 1271) a fost fiica regelui Ludovic al IX-lea al Franței și a reginei Margareta de Provence. S-a căsătorit la 6 aprilie 1255 cu Theobald al II-lea de Navara, fiul cel mare al regelui Theobald I de Navara și al reginei Margareta de Navara. Isabella a devenit regină consort de Navara.